# Бао Чжэнань
Бао Чжэнань (кит. трад. 鮑哲南, упр. 鲍哲南, пиньинь Bào Zhénán, род. 1970) — доктор философии, профессор химической технологии, материаловедения и инженерии Стэнфордского университета. Она известна своей работой по разработке технологий с использованием органических полевых транзисторов и органических полупроводников.
Член Национальных Академии наук (2024) и Инженерной академии (2016) США, иностранный член Китайской академии наук (2021).
В 2015 году она была названа одной из Nature's 10 и была одной из лауреатов премии L’Oréal — ЮНЕСКО «Для женщин в науке» в 2017 году.

## Образование
В 1987 году Бао поступила на факультет химии в Нанкинский университет, а затем вскоре перешла на докторскую программу по химии в Чикагском университете в 1990 году. Она была одной из первых учениц Лупинь Ю и провела начальную работу над жидкокристаллическими полимерами.

## Академическая карьера
После получения докторской степени ей было предложено поступить в Калифорнийский университет в Беркли в качестве постдока, но вместо этого она присоединилась к отделу исследования материалов Bell Labs, Lucent Technologies. В то время она стояла за разработкой первого полностью пластикового транзистора или органических полевых транзисторов, которые могут быть использованы в электронной бумаге. Это было также в то время, когда Ян Шён выпустил серию статей, в двух из которых Бао была одним из соавторов. Документы Шёна в конечном итоге были отозваны из-за мошенничества. С Бао была снята вина за проступок. Она была названа почётным членом технического персонала. Бао была названа одной из 12 восходящих звёзд MIT Technology Review TR35 и C&EN за её работу с органическими полупроводниками.
В 2004 году она вернулась в академические круги, поступив на факультет Стэнфордского университета, где сейчас занимается изучением органических полупроводников и углеродных нанотрубок с использованием новых методов производства. Недавняя работа в лаборатории включает разработку электронной кожи и полностью углеродных солнечных элементов.
Она является членом Национальной инженерной академии США с 2016 года. Бао является членом Американской ассоциации содействия развитию науки, Американского химического общества и Общества оптики и фотоники и входит в консультативный совет ACS Nano, Advanced Functional Materials, Advanced Energy Materials, Chemical Communications, Chemistry of Materials, Materials Today, Nanoscale и NPG Asia Materials и совет директоров Общества исследования материалов и отдела полимерных материалов и инженерии Американского химического общества. Она также была удостоена награды ACS Cope Scholar Award в 2011 году.
Она была награждена медалью и премией Бейлби в 2009 году, премией ACS в области прикладной науки о полимерах (2017) и премией Уилларда Гиббса в 2020 году.
Бао является соучредителем и входит в совет директоров C3 Nano и PyrAmes, стартапов, финансируемых венчурными фондами Кремниевой долины. Она является партнёром-консультантом Fusion Venture Capital.

## Личная жизнь
Бао переехала в США из Китая в 1990 году. Оба её родителя были профессорами Нанкинского университета, где она впервые узнала о химии полимеров в лаборатории профессора Ги Сюэ. Одним из её главных наставников была Эльза Райхманис, директор отдела Bell Labs. Бао Чжэнань замужем, имеет двоих детей.